# Jnanachandra
Jnanachandra (IAST: Jñānacandra), bouddhiste indien du VIe siècle, est l'un des dix grands maîtres commentateurs de l'école du Yogācāra (Yogachara) ou Vijnanavada (Vijñānavāda) (rien que la conscience), disciple de Dharmapala (Dharmapâla), patriarche de l'université de Nâlandâ.
Il était connu par son allure gracieuse, son intelligence extraordinaire et sa vision perspicace. Il a écrit l'Explication du traité en trente strophes du Vijñânavâda de Vasubandhu. Ses points de vue ont été collectionnés dans la Vijñâptimâtratâ siddhi de Xuanzang.